# Spiraea blumei
Spiraea blumei är en rosväxtart som beskrevs av George Don jr. Spiraea blumei ingår i släktet spireor, och familjen rosväxter.

## Underarter
Arten delas in i följande underarter:
- S. b. hayatae
- S. b. latipetala
- S. b. microphylla
- S. b. obtusa
- S. b. pubescens
- S. b. pubicarpa

## Bildgalleri

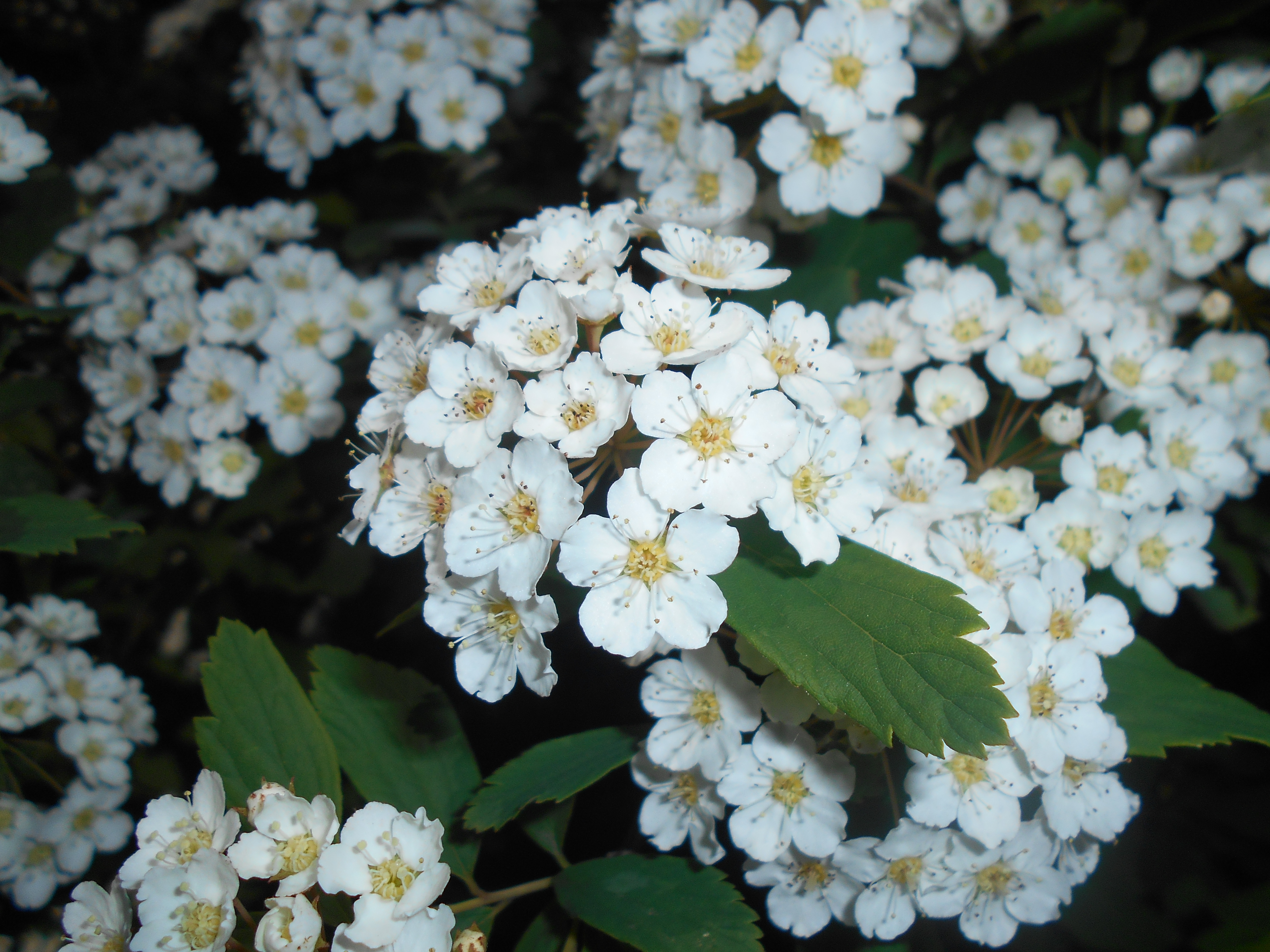
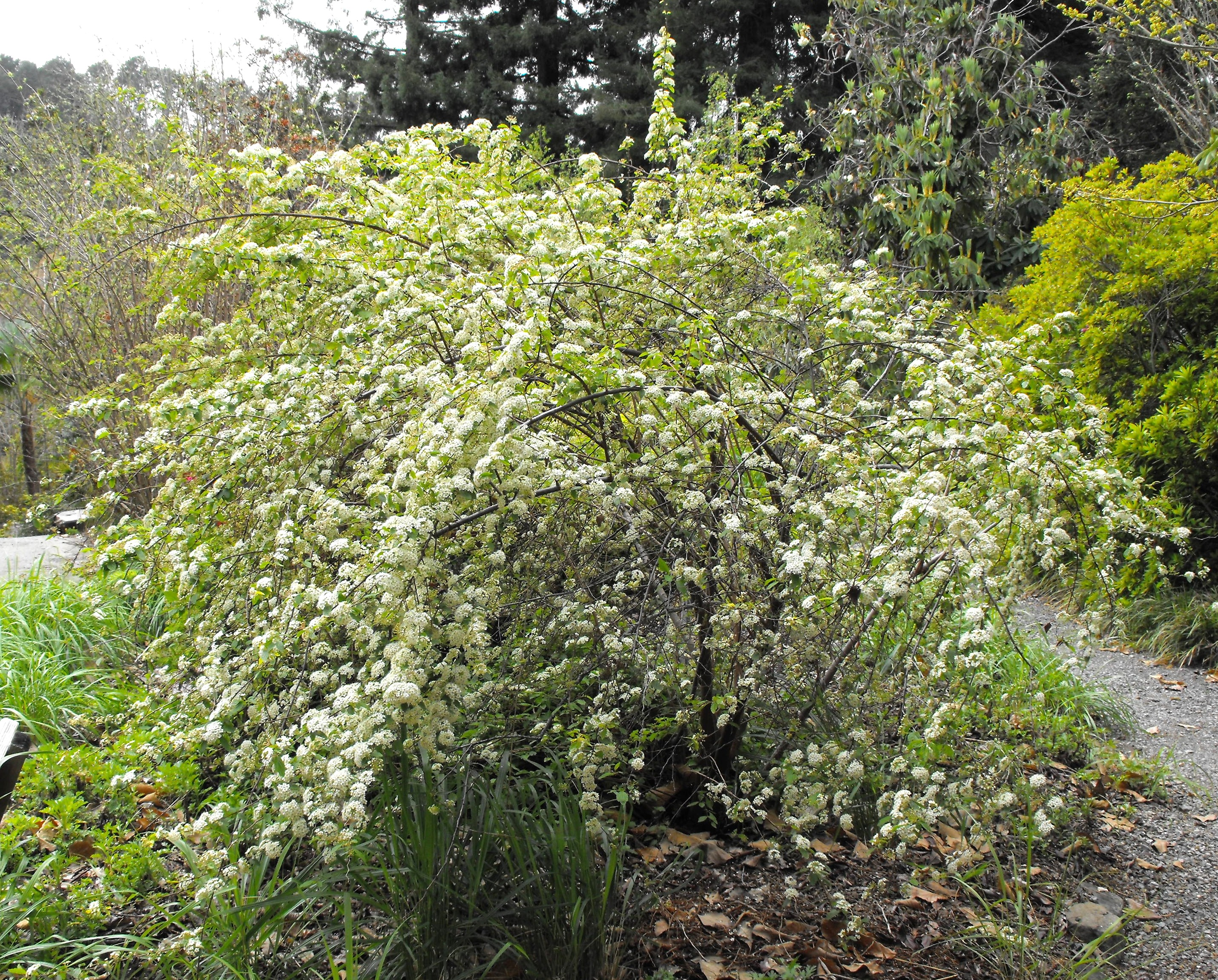
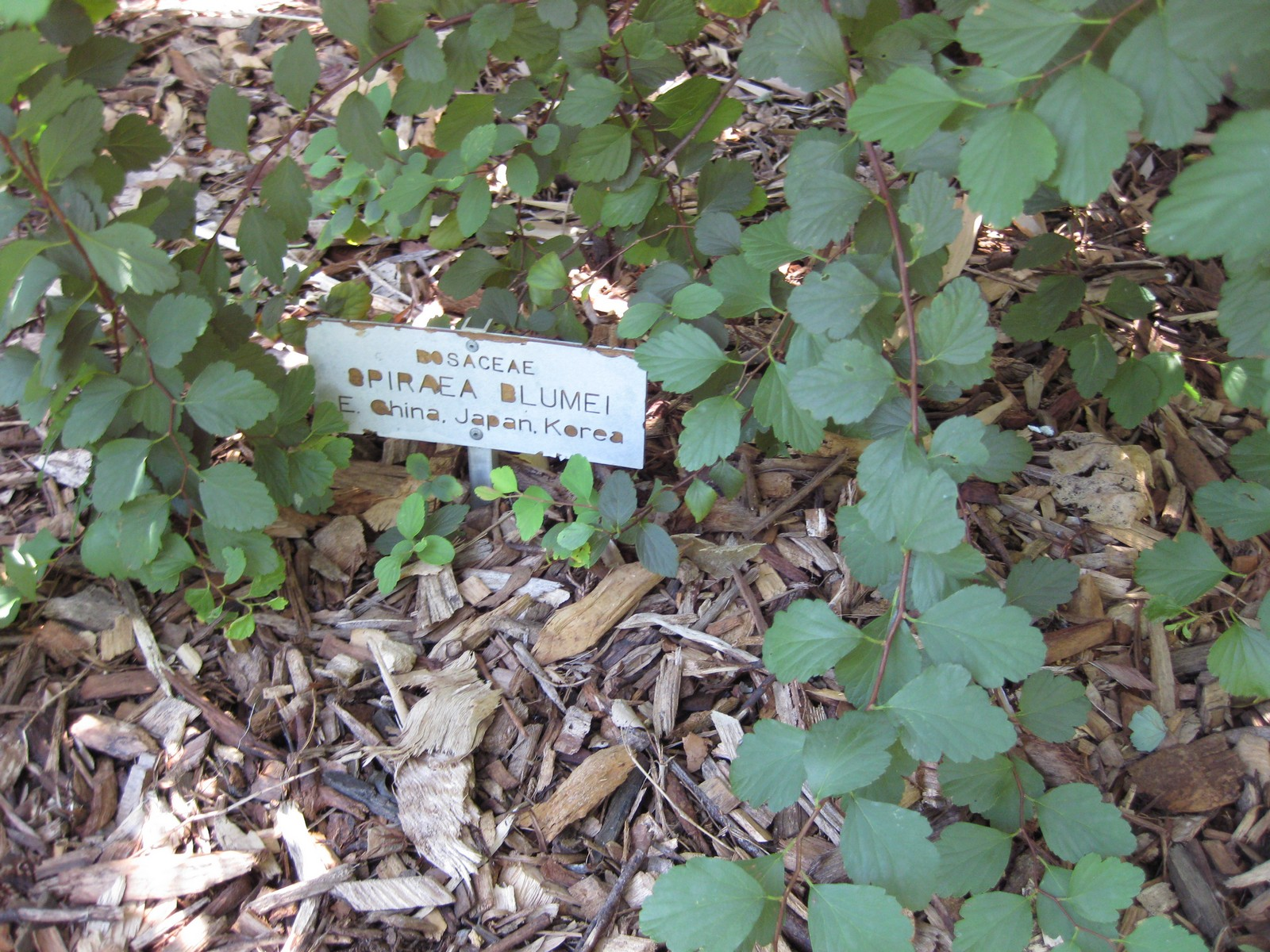